# Gabriel Moore
Gabriel Moore (Contea di Stokes, 1º gennaio 1785 – Caddo, 9 giugno 1844) è stato un politico statunitense. Fu il quinto governatore dell'Alabama dal 1829 al 1831.